# Kvillinge socken
Kvillinge socken i Östergötland ingick i Bråbo härad, ingår sedan 1971 i Norrköpings kommun och motsvarar från 2016 Kvillinge distrikt.
Socknens areal är 128,51 kvadratkilometer, varav 119,53 land. År 2000 fanns här 7 716 invånare. Tätorterna Herstadberg, Åby och Jursla, småorterna Loddby och Hultsbruk samt kyrkbyn Kvillinge med sockenkyrkan Kvillinge kyrka ligger i denna socken. 

## Administrativ historik
Kvillinge socken har medeltida ursprung. Ur socknen utbröts 1655 Simonstorps socken. 
År 1942 överfördes del av utjorden Skälstad Nr. 1 från Östra Eneby socken till Kvillinge.
Vid kommunreformen 1862 övergick socknens ansvar för de kyrkliga frågorna till Kvillinge församling och för de borgerliga frågorna till Kvillinge landskommun. Landskommunen utökades 1952 och ingår sedan 1971 i Norrköpings kommun. Församlingen uppgick 2010 i Kolmårdens församling.
Den 1 januari 1964 överfördes ett obebott område omfattande en areal av 4,02 kvadratkilometer från Kvillinge socken till Simonstorps socken.
1 januari 2016 inrättades distriktet Kvillinge, med samma omfattning som församlingen hade 1999/2000.  
Socknen har tillhört samma fögderier och domsagor som Bråbo härad. De indelta soldaterna tillhörde  Första livgrenadjärregementet, Östanstångs kompani och Andra livgrenadjärregementet, Livkompanit,

## Geografi
Kvillinge socken ligger norr om Norrköping, nordväst om Bråviken med Kolmården i dess norra del. Socknen är slättbygd i söder och skogsbygd i norr.

### Kulturhistoriskt intressanta byggnader
| Bild | Benämning                             | Byggår                | Arkitekt                                | Position/Koordinater                                    | Beskrivning |
| ---- | ------------------------------------- | --------------------- | --------------------------------------- | ------------------------------------------------------- | --- |
|      | Björnsnäs herrgård                    | 1848                  | Isak Gustaf Clason                      | 58°39′38.45″N 16°12′51.08″Ö / 58.6606806°N 16.2141889°Ö | Vitputsad tvåvånings stenbyggnad i karolinsk stil. Valmat säteritak av tegel med två torneller. Park av Rudolf Abelin |
|      | Björnvikens säteri                    |                       |                                         | 58°38′42.63″N 16°11′36.31″Ö / 58.6451750°N 16.1934194°Ö | Om och tillbyggd 1924. Ursprungligen en flygel till den huvudbyggnad som brändes ned av ryssarna 1719 |
|      | Eriksberg                             | 1700-talet            |                                         | 58°40′36.03″N 16°14′18.18″Ö / 58.6766750°N 16.2383833°Ö | Huvudbyggnad i två våningar i korsvirke och trä. Två flyglar, den ena från 1700-talet, den andra från tidigt 1800-tal. I väster finns en tillbyggnad uppförd åt änkedrottning Sofia av Nassau                                                         |
|      | Hammaren                              | 1900                  | Karl Flodin (arkitekt) och John Franzén | 58°39′49.16″N 16°15′55.55″Ö / 58.6636556°N 16.2654306°Ö | Fredgastiftelsens sommarvilla; typisk grosshandlarvilla med dominerande utsiktstorn, balkonger och snickeridetaljer |
|      | Hotell Stenkullen                     | 1862                  | Adolf W. Edelsvärd                      | 58°40′9.58″N 16°12′36.91″Ö / 58.6693278°N 16.2102528°Ö  | f.d. sommarvilla uppförd av fabrikör Erik Swartz, tillbyggd och restaurerad 1910 |
|      | Hults bruk                            | 1785                  | Isak Gustaf Clason (herrgården)         | 58°40′26.04″N 16°7′34.08″Ö / 58.6739000°N 16.1261333°Ö  | Välbevarad bruksmiljö med herrgård, disponentbostad, , bruksgata, yxpressverkstad m.m. |
|      | Jakobsdal                             | 1850-1900 ca          |                                         | 58°40′49.22″N 16°6′49.33″Ö / 58.6803389°N 16.1137028°Ö  | Sommarhus från senare delen av 1800-talet samt ett lusthus |
|      | Krusenhof                             | 1913-1914             | Ivar Tengbom                            | 58°38′25.61″N 16°13′28.2″Ö / 58.6404472°N 16.224500°Ö   | Huvudbyggnad uppförd 1914 av Otto Printzsköld, i en stil inspirerad av barock och rokoko. Intill finns Gula Villan från 1913. Trädgårdspaviljong med målningar av Filip Månsson. Parken omkring skapades ursprungligen av Rudolf Abelin.              |
|      | Lida gård                             | 1775                  |                                         | 58°38′57.99″N 16°7′31.55″Ö / 58.6494417°N 16.1254306°Ö  | Timmerbyggnad från 1775 med brant mansardtak. Envåningsflyglar i rött timmer. Ursprungligen fanns en engelsk park med dammar |
|      | Skoga                                 | 1891                  | Agi Lindegren                           | 58°40′6.77″N 16°12′54.71″Ö / 58.6685472°N 16.2151972°Ö  | Politikern Carl Swartz uppförde denna villa i fornnordisk/nationalromantisk stil med fasader i korsvirke och fjällpanel. Huset har altaner, burspråk och dekorativa takkupor. Byggnadsminne sedan 1991.                                               |
|      | Stens f.d. skola                      | 1889                  |                                         | 58°41′49.24″N 16°9′29.81″Ö / 58.6970111°N 16.1582806°Ö  | Envånings skolbyggnad uppförd i slaggsten. I bruk till 1940. Numera i privat ägo. |
|      | Sätra gårds ladugård                  |                       |                                         | 58°40′28.7″N 16°8′17.63″Ö / 58.674639°N 16.1382306°Ö    | Uppförd i sten med vitputsad fasad med tegelinramningar i rött. Åttkantig rundlada i rött timmer |
|      | Torshag                               | 1845                  |                                         | 58°40′35.63″N 16°10′36.25″Ö / 58.6765639°N 16.1767361°Ö | Fyra bostadskaserner för arbetare från 1845, ett magasin av 1700-talstyp samt tjänstemannavillor. Renoverade och ombyggda 1976 |
|      | Villa Fridhem                         | 1906-1910             | Ferdinand Boberg                        | 58°40′10.39″N 16°15′29.44″Ö / 58.6695528°N 16.2581778°Ö | Före detta sommarhus åt Prins Carl och familj |
|      | Åby f.d. gästgivaregård och krogstuga | 1700-talet och senare |                                         | 58°39′40.75″N 16°10′30.78″Ö / 58.6613194°N 16.1752167°Ö | Tidstypisk krogstuga i två våningar som uppfördes under 1700-talets andra halva. På övervåningen finns tapetfragment bevarade. Dessutom finns själva gästgivargården, en drängstuga och en tvättstuga kvar. Stall, vagnslider och magasin har rivits. |
|      | Åby Folkets Hus                       | 1922                  |                                         | 58°40′13.58″N 16°11′23.7″Ö / 58.6704389°N 16.189917°Ö   | Tidstypiskt folkrörelsehus i två våningar med samlingssal och bostadsdel. Fasadens sidiplattor har tillkommit senare. |

## Fornlämningar

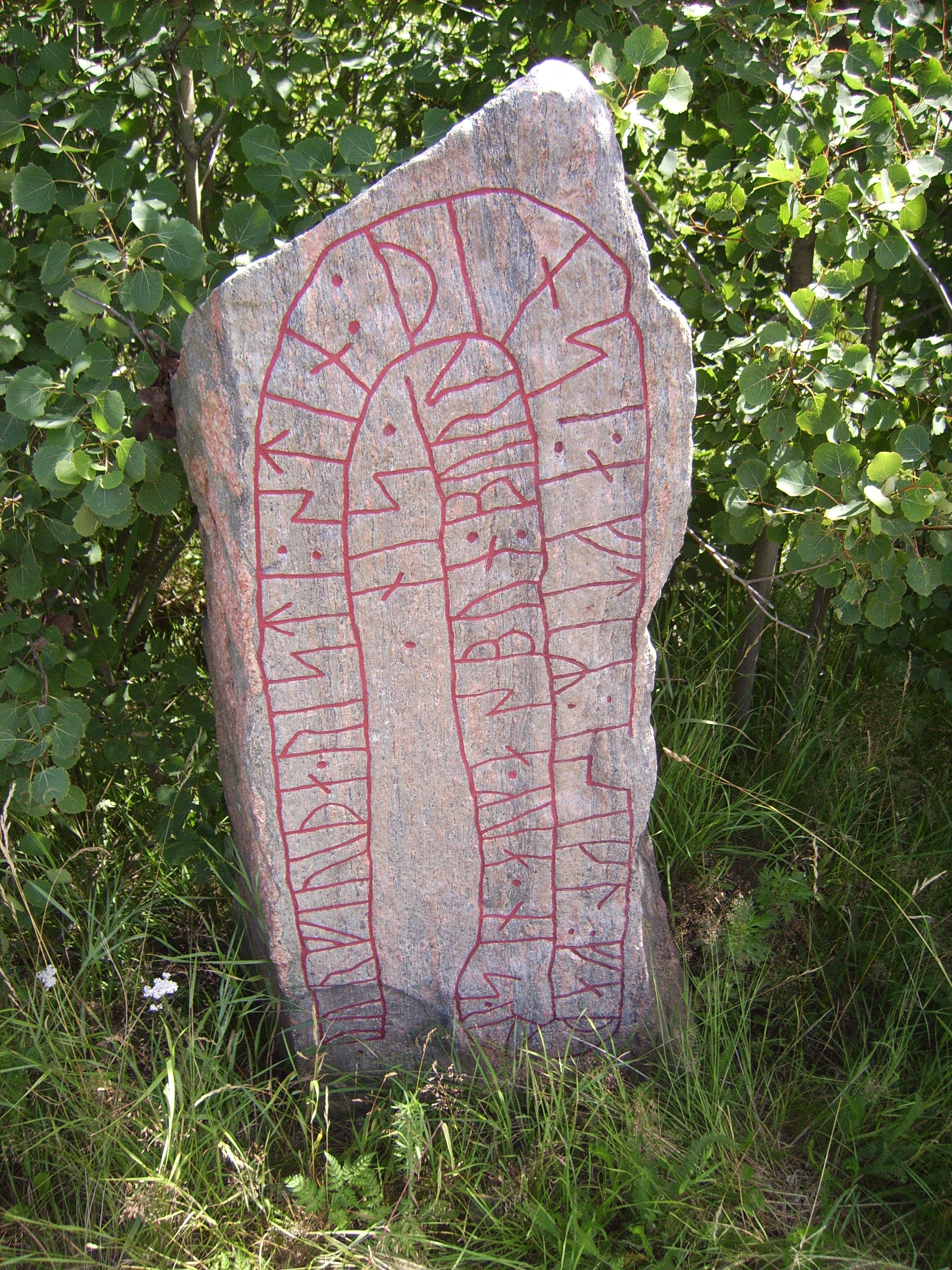
Östergötlands runinskrifter 47

Kända från socknen är en stenåldersboplats vid Hult, gravrösen, hällristning och talrika skålgropar från bronsåldern samt tolv gravfält och fem fornborgar från järnåldern. Fem runristningar är upptecknade.

## Namnet
Namnet (1346 Quillinge) kommer troligen från gården Kvillinge. Förleden är kvill, '(plats för) sammanflöde av vattendrag' syftande på ett bäckmöte sydväst om kyrkan. Efterleden är inge, 'inbyggarnas boplats.

## Personer från bygden
Här föddes skalden Carl Fredric Dahlgren 1791 och fotbollstränaren Georg "Åby" Ericson.

### Fotnoter
1. 1 2  Svensk Uppslagsbok andra upplagan 1947–1955: Kvillinge socken
2. 1 2  Harlén, Hans; Harlén Eivy (2003). Sverige från A till Ö: geografisk-historisk uppslagsbok. Stockholm: Kommentus. Libris 9337075. ISBN 91-7345-139-8
3. ↑  ”Församlingar”. Statistiska centralbyrån. https://www.scb.se/hitta-statistik/regional-statistik-och-kartor/regionala-indelningar/forsamlingar/. Läst 30 december 2022.
4. ↑  SCB Folkräkningen 1965 del 1 Arkiverad 24 september 2015 hämtat från the Wayback Machine. sida 227 i pdf:en anm. till Östergötlands län not 10
5. ↑  Administrativ historik för Kvillinge socken (Klicka på församlingsposten). Källa: Nationella arkivdatabasen, Riksarkivet.
6. 1 2  Sjögren, Otto (1931). Sverige geografisk beskrivning del 2 Östergötlands, Jönköpings, Kronobergs, Kalmar och Gotlands län. Stockholm: Wahlström & Widstrand. Libris 9939
7. 1 2  Nationalencyklopedin
8. ↑  Fornlämningar, Statens historiska museum: Kvillinge socken
9. ↑  Fornminnesregistret, Riksantikvarieämbetet: Kvillinge socken Fornminnen i socknen erhålls på kartan genom att skriva in sockennamn (utan "socken") i "Ange geografiskt område"
10. ↑  Mats Wahlberg, red (2003). Svenskt ortnamnslexikon. Uppsala: Institutet för språk och folkminnen. Libris 8998039. ISBN 91-7229-020-X. https://isof.diva-portal.org/smash/get/diva2:1175717/FULLTEXT02.pdf